# Colossal (film)
Colossal è un film del 2016 diretto da Nacho Vigalondo.
Tra gli interpreti principali figurano Anne Hathaway, Jason Sudeikis, Dan Stevens, Austin Stowell e Tim Blake Nelson.

## Trama
Gloria è una giornalista disoccupata alle prese con l'alcolismo. Il suo comportamento errante spinge il suo fidanzato frustrato Tim a rompere con lei e sfrattarla dal loro appartamento di New York. Costretta a tornare nella sua città natale nel New Hampshire (l'immaginaria Mainhead), Gloria si ricongiunge con il suo amico d'infanzia Oscar, che ora dirige il bar del defunto padre. Oscar è caldo e accogliente per Gloria: le porta un vecchio televisore per la sua casa non arredata e le offre un lavoro al bar per aiutarla, che Gloria accetta.
Lavorare al bar aggrava il problema con l'alcool di Gloria. Ad ogni turno, lei bazzica e beve fino al mattino con Oscar e i suoi amici, Garth e Joel, mentre dorme su una panchina vicino a un parco giochi per bambini. Allo stesso tempo, un gigantesco mostro rettiliano appare a Seoul, lasciando dietro di sé morte e distruzione. A poco a poco, Gloria si rende conto che quando cammina attraverso il campo giochi, esattamente alle 8:05, fa sì che il mostro si manifesti e che i movimenti della creatura corrispondano con i suoi.
Gloria rivela il suo segreto a Oscar e ai suoi amici; tuttavia, quando Oscar entra nel parco giochi, fa apparire un robot gigante a Seoul. Gloria alla fine cerca di fare ammenda facendo scrivere al mostro delle scuse in coreano sul terreno, per la gioia dei sudcoreani e dei media, in seguito comincia a evitare sia il cortile che l'alcol.
Dopo aver passato la notte con Joel, Gloria scopre che un Oscar ubriaco sta usando il robot per schernire la Corea del Sud. Dopo uno scontro teso, Gloria riesce a farlo andar via. Oscar è geloso, credendo che sia successo qualcosa tra Gloria e Joel. Più tardi quella sera al bar, insulta ubriaco i suoi amici e chiede che Gloria beva, poi le ordina di farlo, minacciando di tornare al parco giochi se non lo fa. Il mattino seguente, un Oscar sbalordito, confessa il suo rimorso e implora Gloria di perdonarlo. Gloria accetta le sue scuse, ma l'atteggiamento di controllo di Oscar su Gloria diventa chiaro.
Tim si presenta in città con una scusa per vedere Gloria. Oscar provoca uno scontro che termina con lui che accende un grande fuoco d'artificio all'interno del bar. Oscar si vanta del fatto che, indipendentemente da come lui si comporti, sa che Gloria rimarrà sotto il suo giogo. Più tardi si presenta a casa di Gloria, dicendole che è lì per impedirle di tornare a New York con Tim.
Un flashback rivela come siano nati i primi dissapori durante la pubertà, tra Gloria e Oscar, un tempo amici (Gloria fece un torto di carattere "sociale" ad Oscar, il quale si vendicò rompendo un suo modellino realizzato come compito scolastico), e come i due siano in grado di manifestare i loro avatar in Corea del Sud: un bizzarro lampo di luce (si presume di origine aliena) colpì entrambi in testa, facendo cadere dai rispettivi zaini un robot giocattolo ed un mostro giocattolo simile ad un rettile, mentre passavano attraverso il parco da bambini. Gloria si rende anche conto di quanto Oscar, giacché animato dall'antico risentimento nei suoi riguardi, sia diventato violento e manipolatore, e decide di lasciare la città con Tim. Oscar, in risposta, si dirige verso il parco giochi per generare distruzione col suo robot. Quando Gloria lo segue, Oscar la assale, lasciandola a terra mentre lui terrorizza Seoul.
Al suo ritorno a casa, Gloria ha un piano per fermare Oscar. Vola in Corea del Sud, scusandosi con Tim per non essere andata con lui lasciando intendere un futuro riconciliamento tra i due. Oscar non trovando più Gloria che se n'è andata, decide di scatenare il suo avatar pronto a fare un genocidio. Ancora una volta alle 8:05, ora degli Stati Uniti, Oscar fa manifestare il robot gigante a Seoul. Mentre si dirige verso l'avatar di Oscar, Gloria fa apparire di nuovo il suo mostro, questa volta nel cortile di casa. Terrorizzato Oscar, cerca di scappare, ma lei stringendolo nella sua mano, il mostro di Gloria lancia Oscar in lontananza, causando il lancio del gigante robot nel cielo di Seoul, scomparendo all'orizzonte. 
Compiuta la sua missione, Gloria si ritira in un bar vuoto a Seoul. Sedendosi al bancone promette alla giovane cameriera una storia incredibile. Dopo che le viene offerto un drink, Gloria semplicemente emette un lungo sospiro. Gloria ha finalmente tagliato i ponti col suo passato, vincendo i propri demoni, ed è ora pronta per cominciare una nuova vita.

## Produzione
Nel maggio 2015 è stato annunciato che Vigalondo avrebbe scritto e diretto un monster movie intitolato Colossal. Nello stesso mese la compagnia giapponese Toho citò in giudizio la produzione del film a causa della somiglianza con Godzilla, di cui detiene i diritti. A ottobre 2015 è stato raggiunto un accordo per i diritti.
Le riprese hanno avuto luogo a Vancouver dal 18 ottobre al 25 novembre 2015.

## Distribuzione
Il film è stato presentato in anteprima mondiale il 9 settembre 2016 al Toronto International Film Festival. In Italia il film è stato distribuito direttamente online su Netflix il 5 maggio 2018.

### Divieti
Negli Stati Uniti d'America la MPAA ha classificato il film come restricted (R) per scene contenenti linguaggio.

## Accoglienza

### Incassi
Il film ha incassato un totale mondiale di 4531320 $.

### Critica
Sul sito web di recensioni Rotten Tomatoes, il film ha un rating di approvazione del 81%, sulla base di 264 recensioni, e un rating medio di 7,2/10. Su Metacritic ha un punteggio medio ponderato di 70 su 100, basato su 38 recensioni di critici, che indica "recensioni generalmente positive".

## Riconoscimenti
| - 2016 - Austin Fantastic Fest - Vincitore per il miglior film fantastico - 2017 – Joey Awards - Candidato per la miglior attrice non protagonista in un lungometraggio a Hannah Cheramy - 2017 – Neuchâtel International Fantastic Film Festival - Candidato per il miglior film fantastico europeo a Nacho Vigalondo - 2017 – Los Angeles Online Film Critics Society Awards - Candidato per il miglior film - Candidato per il miglior film indipendente | - 2017 – Halfway Award - Candidato per il miglior montaggio sonoro a Mark Gingras - Candidato per i miglior effetti speciali - 2017 – Lost Weekend Award - Vincitore per il miglior attore non protagonista a Jason Sudeikis - Vincitore per il miglior regista a Nacho Vigalondo - 2017 – Dublin Film Critics Circle Awards - Candidato per la miglior attrice a Anne Hathaway - 2018 – Saturn Award - Nominato per la miglior edizione DVD/Blu-ray (film) |